# Rózsahegyi Katolikus Egyetem
A Rózsahegyi Katolikus Egyetem (szlovákul: Katolícka univerzita v Ružomberku, latinul: Universitas Catholica Ružomberok) nyilvános egyetem Szlovákiában. Központja Rózsahegyen található. 
Az egyetemet 2000-ben alapították nem állami egyetemként, 2002-ben lett egyházi nyilvános egyetem. Eredetileg két karral működött: pedagógiai és bölcsészettudományi karral, 2003-ban Kassán nyílt meg az egyetem Hittudományi Kara, majd 2005-ben az Egészségügyi Kar. 2013-ban nyitott meg az egyetem új könyvtára, amely a nyilvánosság számára is elérhető.
Az egyetem első rektora Jozef Ďurček volt, jelenleg Jaroslav Demko tölti be ezt a pozíciót.

## Karok
- Bölcsészettudományi Kar (Filozofická fakulta)
- Pedagógiai Kar (Pedagogická fakulta)
- Hittudományi Kar (Teologická fakulta)
- Egészségügyi Kar (Fakulta zdravotníctva)

## Híres oktatók
- Jozef Mikloško – szlovák politikus, diplomata
- Marek Forgáč – a Kassai főegyházmegye segédpüspöke
- Ľubomíra Kaminská – régész
- Milan Lach – görögkatolikus pap, a Ruszin görögkatolikus egyház Parmai egyházmegyéjének volt püspöke
- Jaroslav Nemeš – történész
- Michal Slivka – régész